# Ulmus parvifolia
Ulmus parvifolia là một loài thực vật có hoa trong họ Ulmaceae. Loài này được Jacq. miêu tả khoa học đầu tiên năm 1798.

## Hình ảnh

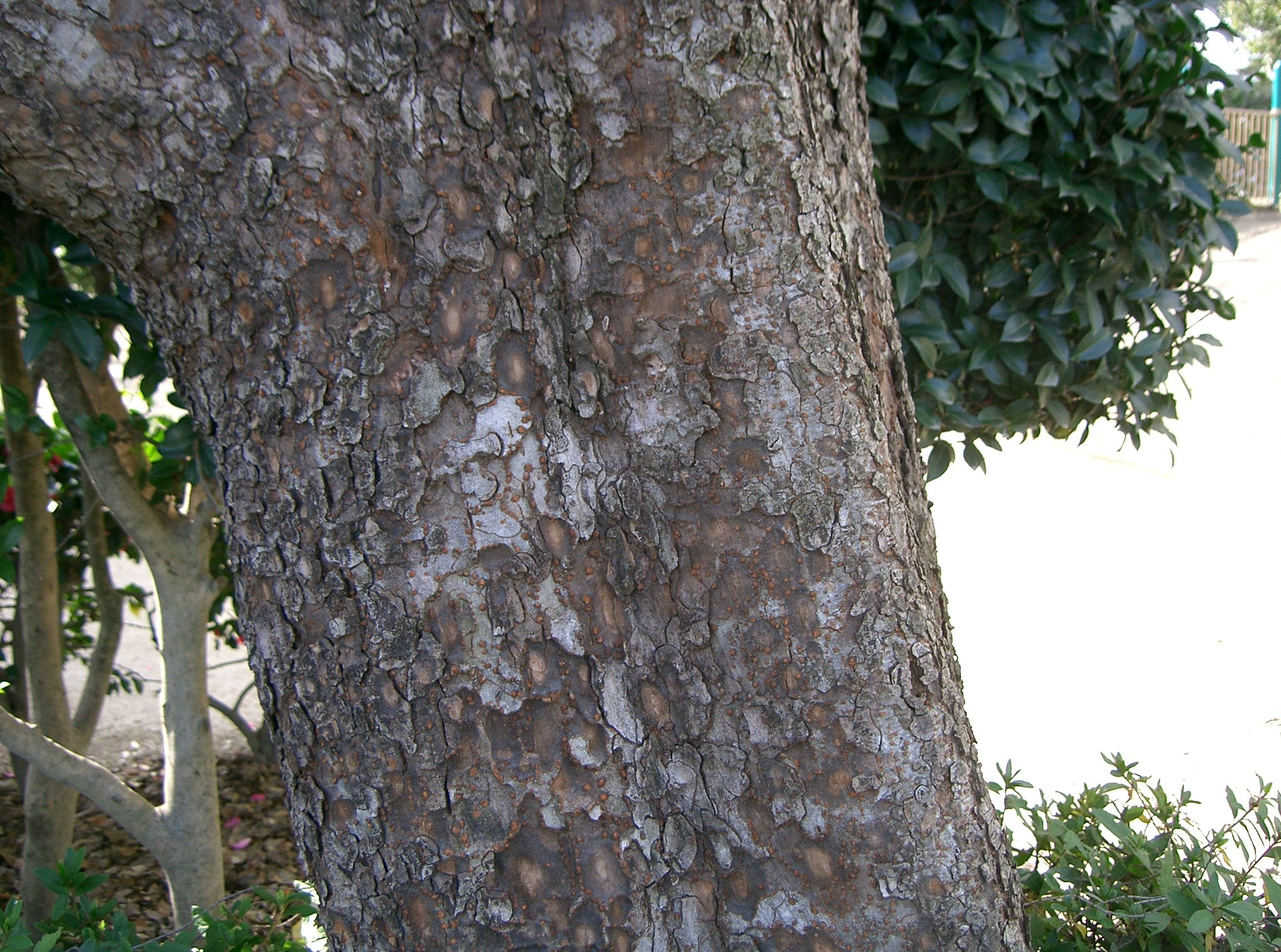
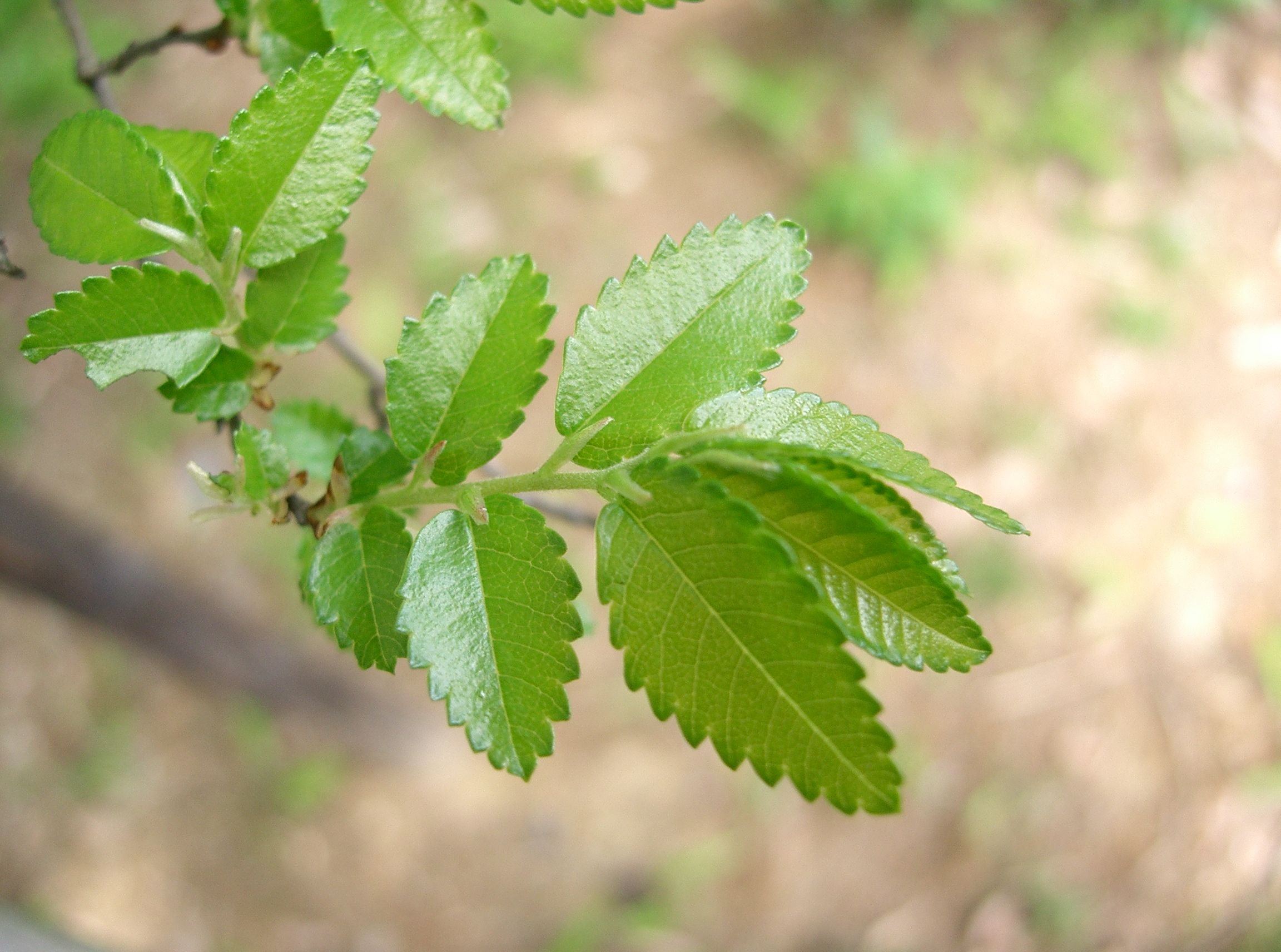
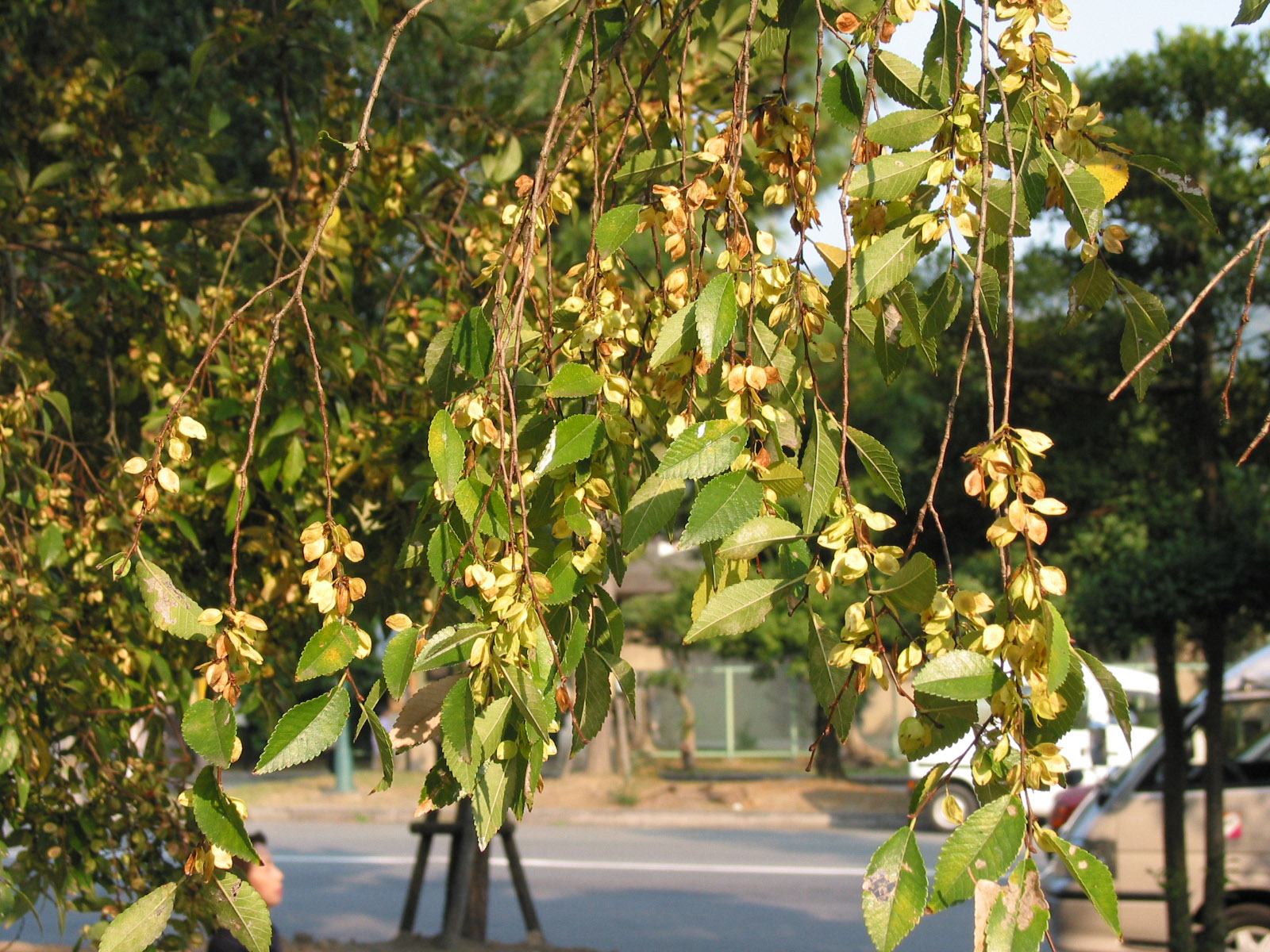
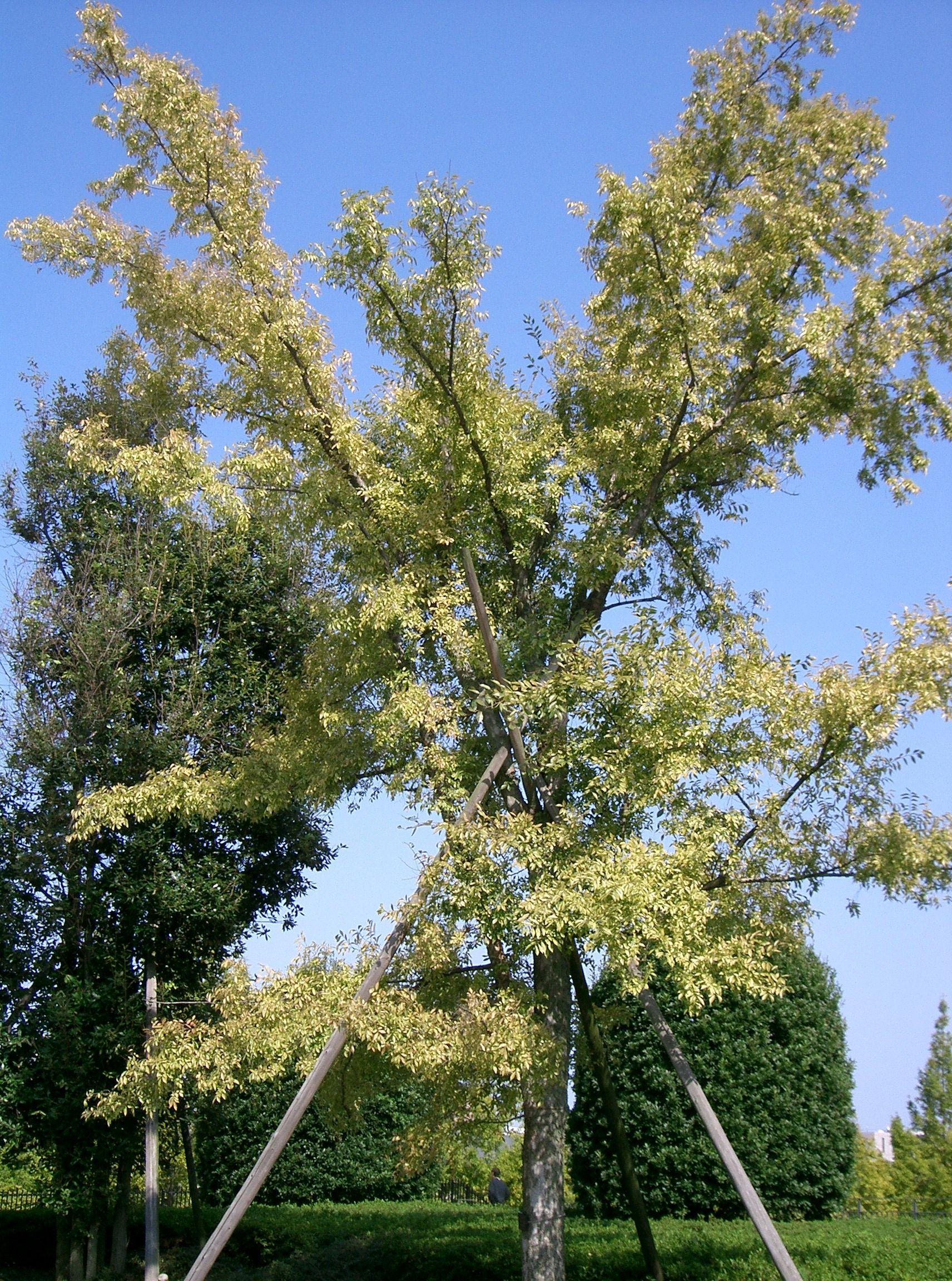